# Братовщина (Московская область)
Бра́товщина (изначально Братошино, позднее Братовшино) — село в Пушкинском городском округе Московской области России. До 2006 года — центр Братовщинского сельского округа.

## Название
Существует несколько версий происхождения названия села. По одной версии, название села происходит от слова братовщина, что на древнерусском означало «общество, община, братский союз». Таким образом, название может быть связано с издревле существовавшим здесь странноприимным домом для богомольцев Троице-Сергиевой лавры. Народная легенда по-своему объясняет происхождение названия села. Согласно ей, в древности нелюбимые отцом сыновья ушли из дому и поселились на берегах Скалбы, создав общину (братство) и построив село с названием Братошино (Братовщина).
Скорее всего, название села происходит от слова братчина (братшина), под которым подразумевается вид пирования в языческие времена. Совершался он в складчину и, как правило, был приурочен к земледельческому народному празднику, а впоследствии и к церковному дню памяти того или иного христианского святого (Николай Чудотворец, архангел Михаил, Илья Пророк). Обычно братчину, сопровождавшуюся закланием быка, устраивали на Николин день. Такие пиры, скорее всего, устраивались и здесь. Известно, по крайней мере, что они проводились в митрополичьих селах и монастырях. Не случайно, что в Братошино существовал Никольский монастырь, который и мог быть основан на месте или вблизи проведения братчин.

## География
Село Братовщина расположено на реке Скалбе, являющейся притоком реки Учи, в 5 километрах к северо-востоку от районного центра — города Пушкино. Входит в состав городского поселения Правдинский Пушкинского городского округа Московской области. Братовщина расположена в 21 км от северной границы города Москвы.

## Население
| 1859 | 1890 | 1899 | 1926  | 2002  | 2006  | 2010  |
| ---- | ---- | ---- | ----- | ----- | ----- | ----- |
| 685  | ↘628 | ↗696 | ↗1062 | ↗1327 | ↗1375 | ↗1394 |

## История

### XV век: первое упоминание
Братовщина издревле располагалась на Троицкой дороге, ведущей из Москвы в Троице-Сергиеву лавру, Ярославль и далее на север в Архангельск. Впервые дворцовое село Братошино (Братовщина) упоминается в документах 1446 года. 

### XVI век: путевой дворец Ивана Грозного, посол крымского хана и Кучумово семейство
Первое письменное упоминание о Никольском монастыре в Братошино относится к 1509 году - в духовной грамоте Дмитрия Ивановича Внука. О нем же упоминается в духовной грамоте угличского князя Дмитрия Ивановича Жилки, который в 1521 году завещал вклад «к Николе на Братошине».

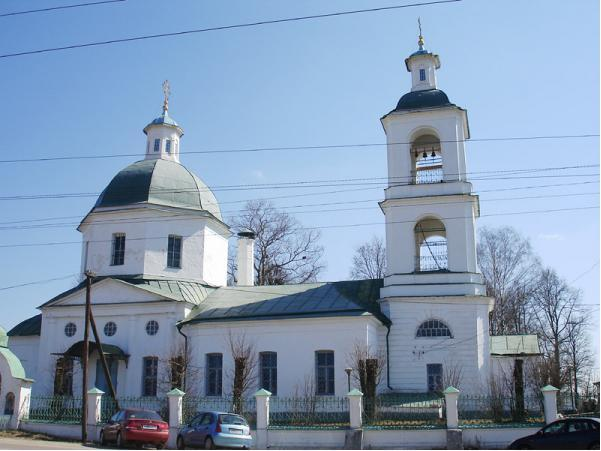
Церковь Благовещения Пресвятой Богородицы в Братовщине

По указу Ивана IV Грозного в селе на левом берегу запруженной Скалбы был построен путевой государев дворец, где останавливалась царская семья во время паломничества в Троице-Сергиеву Лавру, и церковь Николая Чудотворца, позднее разрушенная в Смутное время. 
Весной 1571 года крымский хан Девлет Гирей совершает набег на покинутую царём Москву. Когда Иван Грозный возвращался в сгоревшую Москву, то в Братошино его встретили гонцы крымского хана во главе с Девлетом Килдеем со следующим посланием: "Я пришел на тебя, город твой сжег, хотел венца твоего и головы; а ты не пришел и против нас не стал, а еще хвалишься, что де я Московский государь! Были бы в тебе стыд и дородство, так ты б пришел против нас и стал". Отправив гонца Елизария Ржевского с ответом крымскому хану, Иван Грозный оставил у себя под залог Девлета Килдея. Летом 1572 года Братошино на время стала царской резиденцией.
Вдохновившись набегами крымского хана на Москву, военные действия начинает вести и сибирский хан Кучум. После его поражения и бегства в 1599 году Кучумово семейство с их служащими было перемещено в Братошино. 

### XVII век: Смутное время, новый путевой дворец и протопоп Аввакум
В связи со смертью бездетного царя Федора (сын Ивана Грозного) и пресечением династии Рюриковичей в 1598 году началось Смутное время. В том же году на трон был возведён Борис Годунов. Стремясь укрепиться на международной арене, новый царь пытается выдать свою единственную дочь, Ксению, за членов семей европейских монархов. Такой союз практически был оформлен с братом датского короля Иоанном Шлезвиг-Гольштейнским. Однако накануне свадьбы датский герцог неожиданно умирает в Москве (в 1602 году). Известие о смертельной болезни герцога доставляют в Братошино, где в тот момент находился Борис Годунов. Спустя 3 года мимо этого же села везли тела Годуновых для захоронения в Троице-Сергиевом монастыре.
Одним из ключевых событий этого времени была осада Троице-Сергиева монастыря войсками литовского гетмана Яна Сапеги и воевод Микулинского, Стравинского и Вилямовского (1608-1610 гг.). Узнав, что литовские отряды направляются к монастырю, Василий Шуйский отправил для его защиты войско во главе со своим младшим братом Иваном (Большой полк), а также Федором Васильевичем Головиным (Сторожевой полк) и Григорием Петровичем Ромодановским (конница). Однако войско было разбито 22 сентября 1608 года у Рахманово. После поражения русское войско преследовалось польско-литовским до самого Братошино.

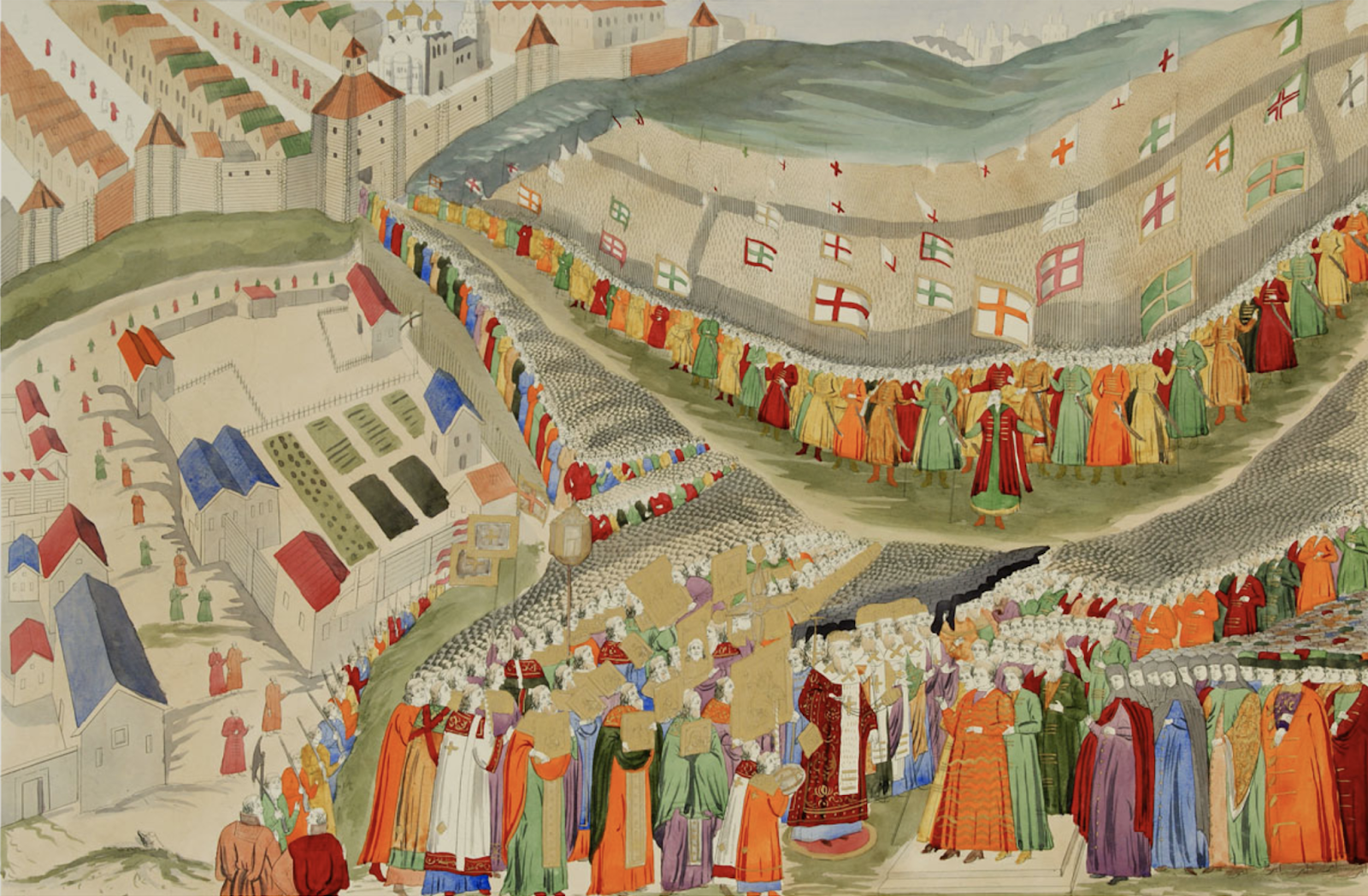
Встреча Михаила Романова в Москве 2 мая 1613 года. Михаил Романов стоит с посохом, за ним - участники делегации в Братошино.

На Земском соборе 1613 года на царство был избран Михаил Романов (сын патриарха Филарета), ставший первым царем из династии Романовых. Возвращаясь из Ипатьевского монастыря в Костроме, он сделал остановку в царском стане в селе Братошино. В результате созданного Смутой хаоса криминогенная обстановка в Москве и на пригородных дорогах ухудшилась настолько, что царь был вынужден ждать в Братошино (апрель 1613), пока меры по борьбе с грабежами и убийствами не покажут результат. В Братошино прибыли с отчетом суздальский архиепископ Герасим, а также бояре Иван Михайлович Воротынский и Василий Петрович Морозов. Среди делегации был и окольничий Данило Иванович Мезецкой, сын Ивана Ивановича Мезецкого - владельца села Михалёво. Убедившись в том, что дорога стала безопасней, будущий царь продолжил свой путь в Москву на коронацию.
Последним крупным боевым действием Смутного времени стало так называемое Московское осадное сидение 1618 года, когда польская армия во главе с Владиславом Вазой (в прошлом избранный Семибоярщиной русский царь) и литовским гетманом Яном Ходкевичем при поддержке запорожских казаков пытались штурмом взять столицу. Во время этого нашествия воеводам был дан приказ посылать дозорных людей на разведку о местонахождении литовских и польских отрядов. От тех времен сохранилась следующая запись: "Сентября 23 числа 7127 г. приехали из подъезда за полчаса до света стременные конюхи Давыд Шемякин с товарищи 4 человек, посланы были вечером сентября против 23 числа по Троицкой дороге, а в расспросе сказали: как они ехали к Клязьме и не доезжая до Клязьмы за 7 вёрст, а от Москвы 15 вёрст попался им навстречу мужик из Братошина, а в расспросе сказывал им, что в понедельник, сентября в 21 день были в Братошине литовские люди по смете 400 человек и в Братошине много людей посекли, а куда они пошли того он не ведает".
При царе Михаиле Романове в 1623 году в Братошино был построен новый путевой дворец. На новоселье 28 сентября от отца, патриарха Филарета, царь Михаил Романов получает сорок соболиных шкурок ценой 75 рублей и поларшина сукна лятчины лазоревой (сорт сукна польского происхождения) ценой 4 алтына с деньгою. Такой же набор он получил и от своей матери, инокини Марфы. Среди гостей на новоселье, помимо прочих, присутствовали бояре Дмитрий Мамстрюкович Черкасский и Борис Михайлович Лыков. В 1740-х годах постройки этого дворцового комплекса были зарисованы помощником Ф. В. Берхгольца.
В 1637 году была построена новая деревянная церковь Николая Чудотворца. В 1653 году село по дороге в Троице-Сергиеву лавру посетил патриарх Никон.
В 1666 году по указу царя Алексея Романова была организована регулярная почта. Одна из почтовых станций находилась в Братовщине (после моста справа третий дом, если ехать из Москвы). 
В августе 1667 года, по дороге в Пустозерский острог, протопоп Аввакум вместе со своими сподвижниками Никифором, Лазарем и Епифанием (которым накануне отрубили языки в Москве) останавливались под конвоем на три дня в селе Братовшино, где был дворец и караульное помещение с избами.
В конце XVII века в селе Братовшино все еще стояли три деревянных церкви (дворцовая Никольская и две приходских: Покрова Богородицы и Благовещения), а также был государев двор, 13 дворов церковных "причетников", двор приказчика, двор земского дьячка, 4 двора сторожей, воловня с воловником, 136 дворов крестьянских и бобыльских (257 человек), пруд с щуками, лещами, язью, окунями, плотицей. Подле села располагалась Калитинская воловня с 37 коровами, быками и телятами. 

### XVIII век: дворец и парк в Братовщине
В 1731 году по указу императрицы Анны Иоановны вместо обветшавших строятся новые дворец и каменная церковь. При Елизавете Петровне по проекту архитектора В. А. Обухова создаётся новый усадебный комплекс, перед дворцом разбивается обширный сад. В царствование Екатерины Великой, посетившей Братовщину в 1775 году, был заложен новый каменный дворец, строительство которого так и не было окончено. А деревянный дворец Елизаветы Петровны простоял около полувека до 1819 года, когда его за ветхостью разобрали.
В 1716—1725 гг., часть жителей, предположительно, была переселена по указу Петра I в Дудоровский погост в Ингерманландии, где они составили Братошинскую (Братовшинскую) слободу — одну из трёх частей дворцового села Красного.

### XIX век: каменная Благовещенская церковь
В 1815 году в селе возводится каменная Благовещенская церковь. К концу XIX века население Братовщины увеличилось до 800 человек, в селе была школа, четыре постоялых двора, три лавки, кирпичный завод. Тогда в Братовщине находилась первая от Москвы ямская станция, здесь останавливались Н. М. Карамзин, М. Ю. Лермонтов, Н. В. Гоголь, А. Н. Островский. Также сохранилась первая в Московской области школа для крестьян, находится прямо напротив Братовщинской церкви. В 2004 г. Братовщинская школа отмечала своё 125-летие.

### XX век
В 20-е годы XX века в Братовщине размещается сельсовет, тогда же население села достигло 1060 человек. 7 апреля 1922 года Братовщину в храмовый праздник Благовещения посетил патриарх Тихон. В 1930—1934 годах Братовщина входила в состав оздоровительного комплекса Зелёный Город. В 30-е годы Благовещенская церковь была закрыта, но в 1947 году храм был возрожден.

## Достопримечательности
В центре села Братовщина расположена церковь Благовещения Пресвятой Богородицы, построенная в 1815 году. Архитектура храма представляет стиль позднего классицизма. Храм имеет форму корабля, в основе здания — четверик, на нём расположен восьмерик с окнами и купольной полусферой. Завершает здание барабан с полусферной главой, на которой водружен крест. Храм имеет два придела: правый во имя Покрова Пресвятой Богородицы и левый во имя Николая Чудотворца, названные в честь существовавших в XVIII веке в селе деревянных церквей. Притвор соединяет храм с двухъярусной колокольней. Стены Благовещенского храма расписаны фресками.

## Транспорт
Железная дорога Москва — Сергиев Посад, построенная в 1862 году, прошла в 1,5 километрах северо-западнее Братовщины. Ближайшая к селу платформа Правда была открыта в 1898 году. До 1931 года она носила название Братовщина.
Автобусы:
- 24 (ст. Пушкино — Лесной) ст. Пушкино — Новая деревня — Братовщина — Кощейково — Лесной
- 28 (ст. Пушкино — Костино) ст. Пушкино — Новая деревня — Братовщина — Костино

## Известные уроженцы
- Пучков, Герман Фёдорович[бел.] (1936—2007) — белорусский учёный в области судебной медицины. Профессор, доктор медицинских наук, заслуженный деятель науки Республики Беларусь.